# صافي كوشي
في الرياضيات، يعمم صافي كوشي مفهوم متتالية كوشي على الصافي المحدد في المساحات الموحدة.
صافي (xα) عبارة عن صافي كوشي إذا كان لكل مساحة موحدة V هناك γ هذه لكل α, β ≥ γ, (xα, xβ) عضو في V. وبوجه أعم، في مساحة كوشي، يعد صافي (xα) هو كوشي إذا كان المرشح الناتج عن طريق الصافي هو مرشح كوشي.